# Annika Walter
Annika Walter (n. 5 februarie 1975, Rostock, RDG) este o săritoare în apă ce a reprezentat Germania, medaliată olimpică. A participat la o ediție a Jocurilor Olimpice (1996) în care a câștigat o medalie de argint.

## Participări
Lista de mai jos prezintă principalele competiții la care a participat Annika Walter de-a lungul carierei.
- diving at the 1996 Summer Olympics – women's 10 metre platform[*]